# NGT8D (路面電車車両)
NGT8Dは、ドイツの路面電車で使用されている電車。車内の大部分がバリアフリーに適した低床構造となっている超低床電車（部分超低床電車）で、製造企業の1つであるアルストムではシタディス200（Citadis 200）とも呼ばれている。この項目では、NGT8Dと共通するデザインを有する付随車についても解説する。

## 概要

### 構造
車体の片側のみに運転台を有する、片運転台式の3車体連接車。流線形状の前面デザインを有する車体はステンレス鋼製で、設計においては顧客の需要に対し柔軟に対応可能なモジュール構造が取り入れられている。台車は前後車体に1基、中間車体に2基設置されており、そのうち前後車体に設置されたボギー台車は動力台車となっており床上高さが高くなっている（約580 mm）。その一方で、付随台車が設置された中間車体など車内全体の60 - 67 %は床上高さを350 mm、乗降扉付近は300 mmに抑えられている。乗降扉は高床部分と低床部分双方に設置されており、前者は片開き（幅650 mm）、後者は両開き（幅1,300 mm）となっている。
車内の座席配置はクロスシートを基本としており、乗降扉付近には折り畳み座席も設置されている。運転室は客席と仕切りによって区切られており、内部には冷房機能を有する空調、人間工学に基づいて設計された運転台や椅子が配置されている。また、後方の車体にも車庫での運転に用いるための簡易運転台が設置されている。
各動力台車には2基の水冷式誘導電動機が搭載され、VVVFインバータ制御方式（IGBT素子）を用いた制御装置によって制御される。制動装置には回生ブレーキが用いられており、制動時に電力を回収する事が可能である。これらを含めた電気機器はマイクロプロセッサを用いた制御システムによって一括管理されている。

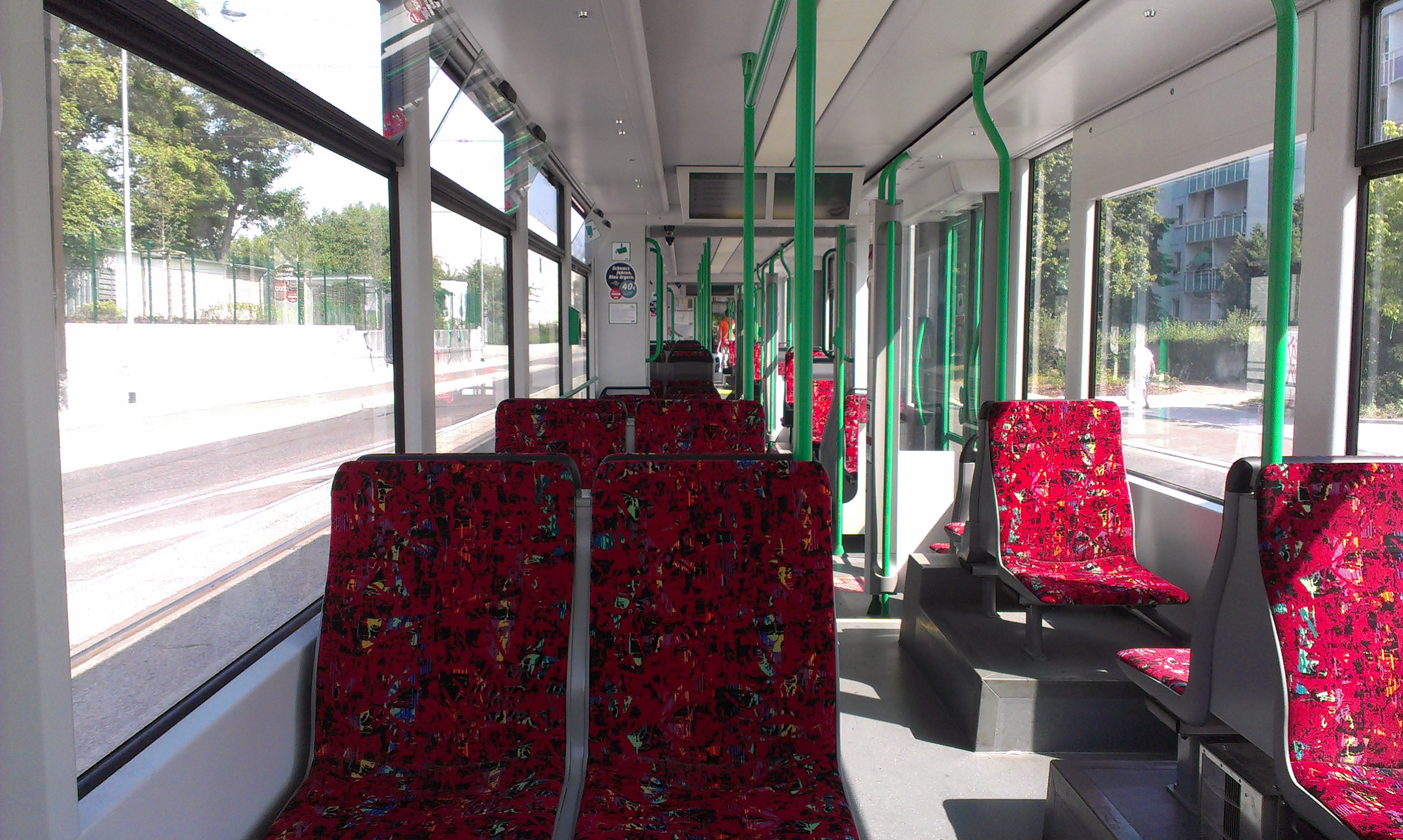
車内（マクデブルク）
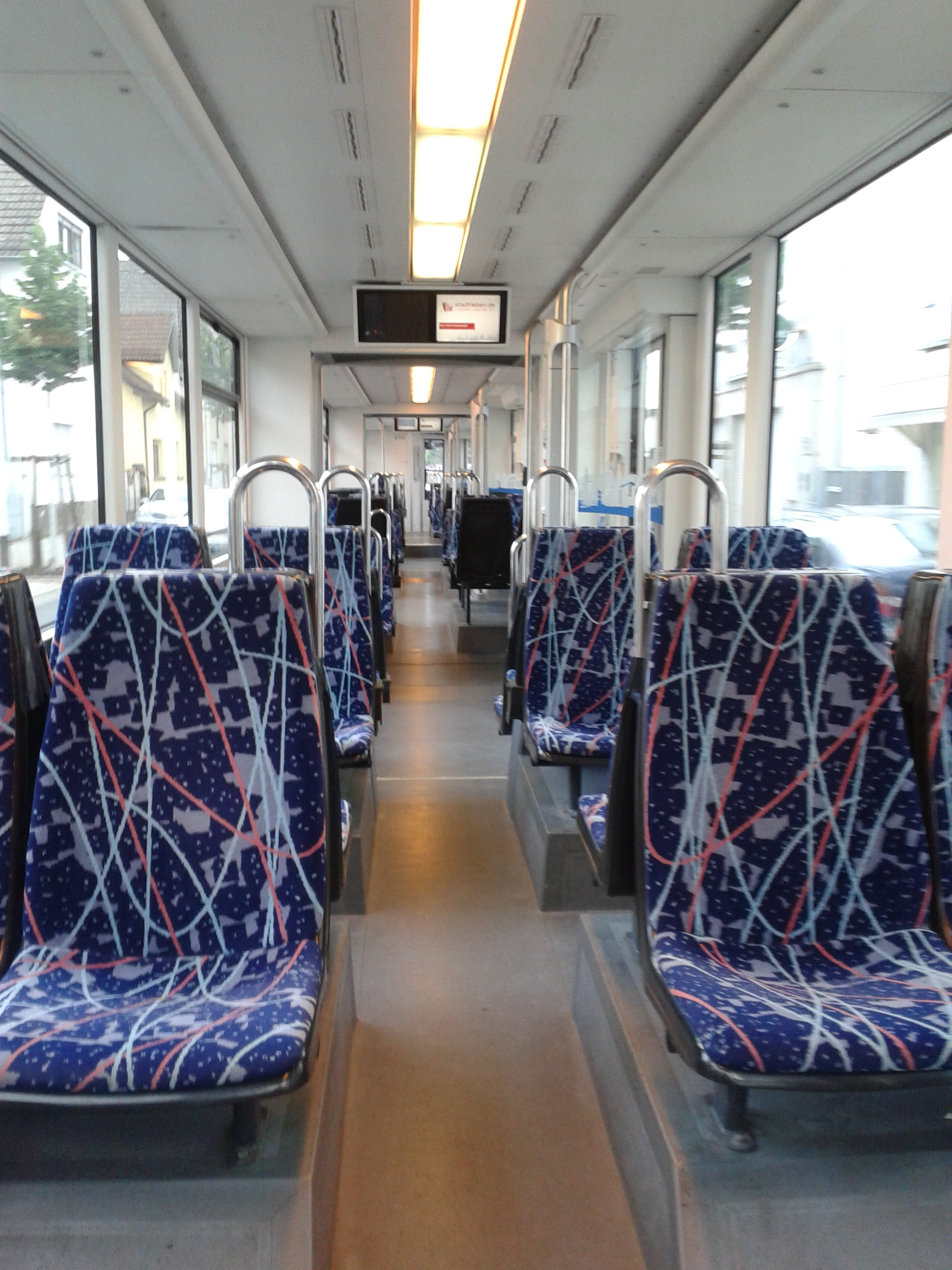
車内（ダルムシュタット）
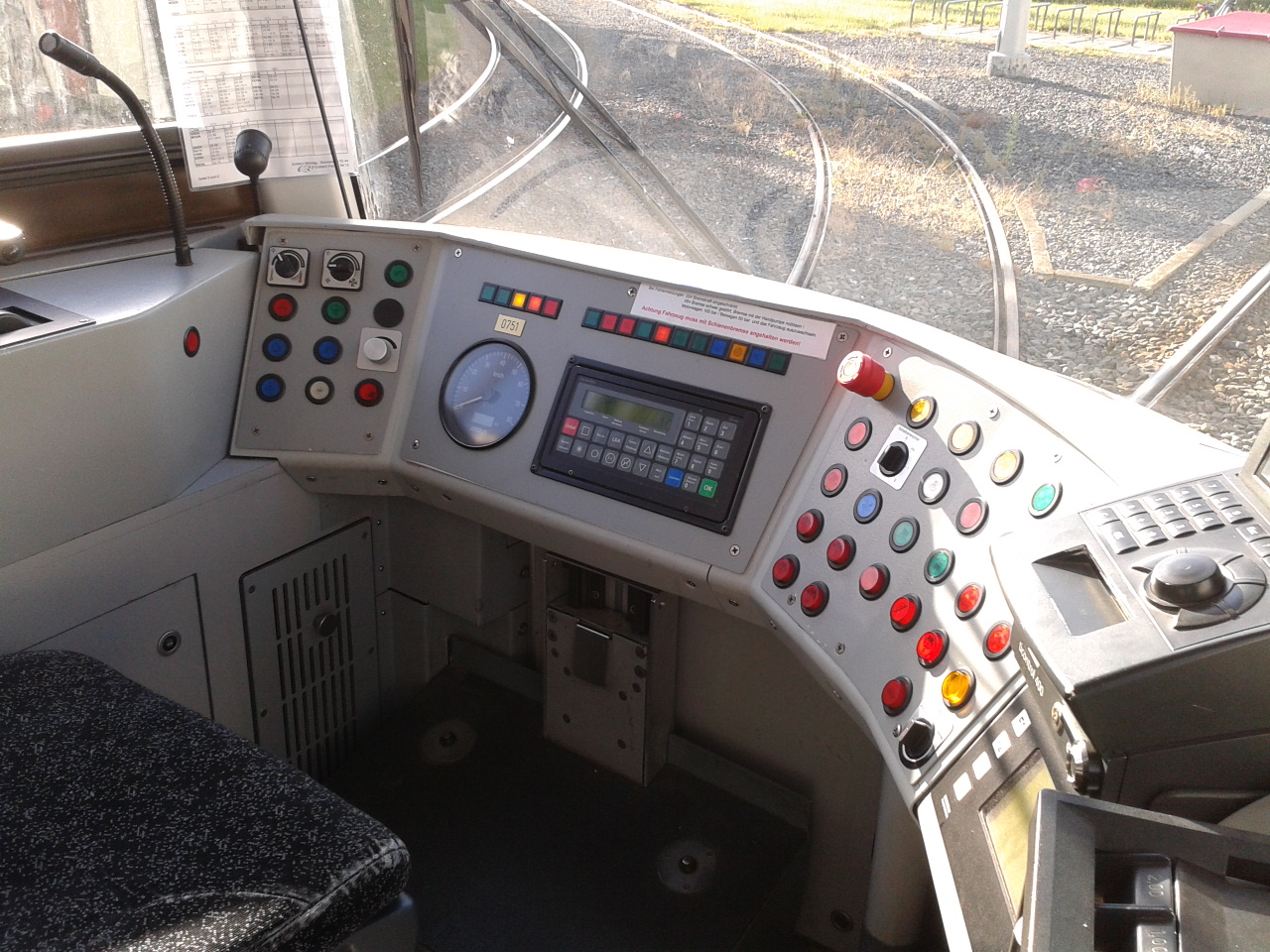
運転台（ブラウンシュヴァイク）

### 製造企業について
1994年の製造当初、NGT8Dは開発元のリンケ＝ホフマンによる製造が実施されたが、同社は1996年にアルストムに買収され、以降は同社の路面電車として製造が実施された。1999年以降はアルストムが展開する路面電車ブランドのシタディスに内包され、「シタディス200」と言うブランド名が付けられている。一方、開発当初からNGT8Dの電気機器を始めとする一部部品はドイツ・ワゴンバウ（DWA）が製造したものを使用しており、同社を吸収したアドトランツやボンバルディア・トランスポーテーションもその契約を引き継ぎ一部部品の製造を担当している。

### 主要諸元
| NGT8D 主要諸元 | NGT8D 主要諸元 | NGT8D 主要諸元     | NGT8D 主要諸元     | NGT8D 主要諸元     | NGT8D 主要諸元       | NGT8D 主要諸元     | NGT8D 主要諸元 | NGT8D 主要諸元 | NGT8D 主要諸元 |
| -------------- | -------------- | ------------------ | ------------------ | ------------------ | -------------------- | ------------------ | -------------- | -------------- | -------------- |
| 都市           | 都市           | マクデブルク       | ダルムシュタット   | ダルムシュタット   | ブラウンシュヴァイク | ゲーラ             |                |                |                |
| 形式           | 形式           | NGT8D              | ST13               | ST14               | NGT8D                | NGT8G              |                |                |                |
| 編成           | 編成           | 3車体連接車        | 3車体連接車        | 3車体連接車        | 3車体連接車          | 3車体連接車        |                |                |                |
| 運転台         | 運転台         | 片運転台           | 片運転台           | 片運転台           | 片運転台             | 片運転台           |                |                |                |
| 軸配置         | 軸配置         | Bo'2'2'Bo'         | Bo'2'2'Bo'         | Bo'2'2'Bo'         | Bo'2'2'Bo'           | Bo'2'2'Bo'         |                |                |                |
| 軌間           | 軌間           | 1,435mm            | 1,000mm            | 1,000mm            | 1,100mm              | 1,000mm            |                |                |                |
| 電圧           | 電圧           | 直流600V           | 直流750V           | 直流750V           | 直流600V             | 直流600V           |                |                |                |
| 速度           | 速度           | 70km/h             | 70km/h             | 70km/h             | 70km/h               | 70km/h             |                |                |                |
| 重量           | 重量           | 32.5t              | 32.2t              | 34.0t              | 34.6t                | 34.0t              |                |                |                |
| 全長           | 全長           | 29,410mm           | 27,728mm           | 27,728mm           | 29,400mm             | 27,658mm           |                |                |                |
| 全幅           | 全幅           | 2,300mm            | 2,400mm            | 2,400mm            | 2,300mm              | 2,400mm            |                |                |                |
| 床上高さ       | 高床部分       | 585mm              | 585mm              | 585mm              | 585mm                | 585mm              |                |                |                |
| 床上高さ       | 低床部分       | 350mm              | 350mm              | 350mm              | 350mm                | 350mm              |                |                |                |
| 定員           | 着席           | 71人               | 81人               | 68人               | 66人                 | 72人               |                |                |                |
| 定員           | 立席           | 96人               | 80人               | 93人               | 107人                | 87人               |                |                |                |
| 定員           | 合計           | 167人              | 161人              | 161人              | 173人                | 159人              |                |                |                |
| 出力           | 主電動機       | 95kw               | 95kw               | 95kw               | 105kw                | 95kw               |                |                |                |
| 出力           | 車両           | 380kw              | 380kw              | 380kw              | 420kw                | 380kw              |                |                |                |
| 歯車比         | 歯車比         | ？                 | ？                 | 8.1868             | 6.249                | 8.1868             |                |                |                |
| 備考           | 備考           | 1.                 | 1.                 | 1.                 | 1.                   | 1.                 | 1.             | 1.             | 1.             |
| 参考           | 参考           | [ 7 ] [ 8 ] [ 13 ] | [ 7 ] [ 8 ] [ 13 ] | [ 7 ] [ 8 ] [ 13 ] | [ 7 ] [ 8 ] [ 13 ]   | [ 7 ] [ 8 ] [ 13 ] |                |                |                |

## 運用・導入都市
1994年にマクデブルク市電（マクデブルク）向けの車両の生産が開始されて以降、NGT8Dは2013年までに以下のドイツ各都市への導入が実施されている。そのうちゲーラ市電を除いた各都市の路面電車では、NGT8Dのうち一部車両の後方に付随車を連結した総括制御運転を実施しており、輸送力の向上が図られている。
| NGT8D 導入都市一覧                              | NGT8D 導入都市一覧 | NGT8D 導入都市一覧 | NGT8D 導入都市一覧 | NGT8D 導入都市一覧 | NGT8D 導入都市一覧        |
| 都市                                            | 形式名             | 製造年             | 両数               | 軌間               | 備考・参考                |
| ----------------------------------------------- | ------------------ | ------------------ | ------------------ | ------------------ | ------------------------- |
| マクデブルク (マクデブルク市電)                 | NGT8D              | 1994 - 96          | 25両               | 1,435mm            | [ 1 ] [ 4 ]               |
| マクデブルク (マクデブルク市電)                 | NGT8D              | 1999 - 2000        | 28両               | 1,435mm            | [ 1 ] [ 4 ]               |
| マクデブルク (マクデブルク市電)                 | NGT8D              | 2002               | 19両               | 1,435mm            | [ 1 ] [ 4 ]               |
| マクデブルク (マクデブルク市電)                 | NGT8D              | 2012 - 13          | 11両               | 1,435mm            | [ 1 ] [ 4 ]               |
| ダルムシュタット (ダルムシュタット市電)         | ST13               | 1998               | 20両               | 1,000mm            | [ 2 ] [ 14 ] [ 15 ] [ 6 ] |
| ダルムシュタット (ダルムシュタット市電)         | ST14               | 2007               | 18両               | 1,000mm            | [ 2 ] [ 14 ] [ 15 ] [ 6 ] |
| ブラウンシュヴァイク (ブラウンシュヴァイク市電) | NGT8D              | 2007               | 12両               | 1,100mm            | [ 7 ]                     |
| ゲーラ (ゲーラ市電)                             | NGT8G              | 2006 - 08          | 12両               | 1,000mm            | [ 7 ] [ 16 ]              |

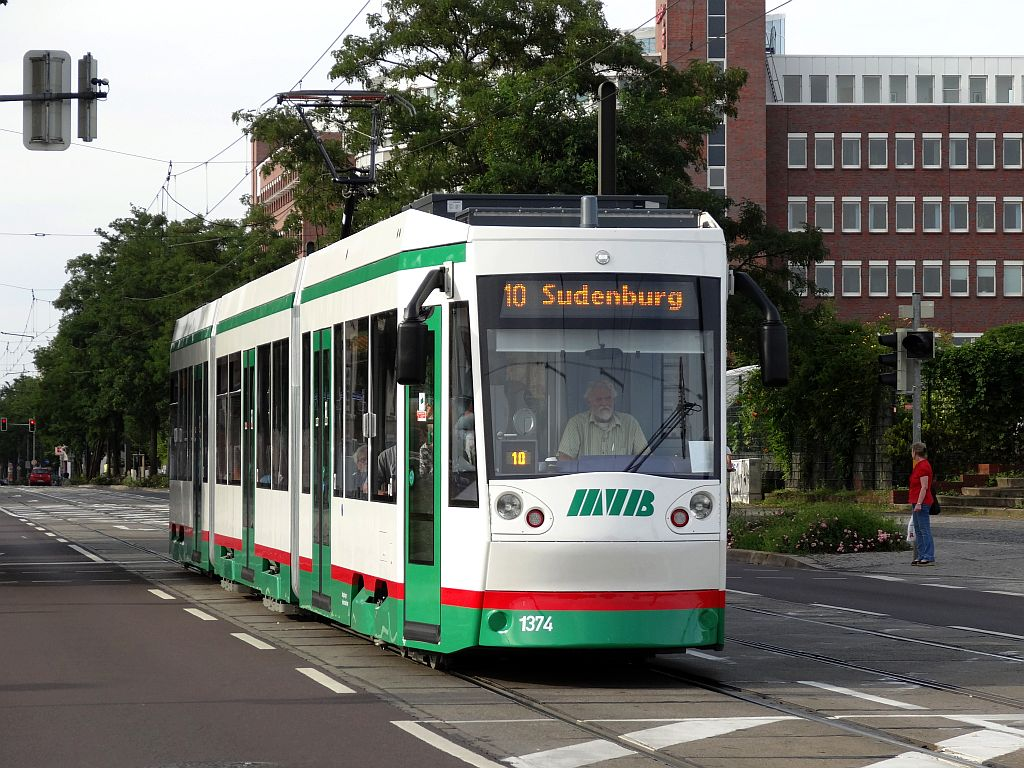
マクデブルク市電（2012年撮影）
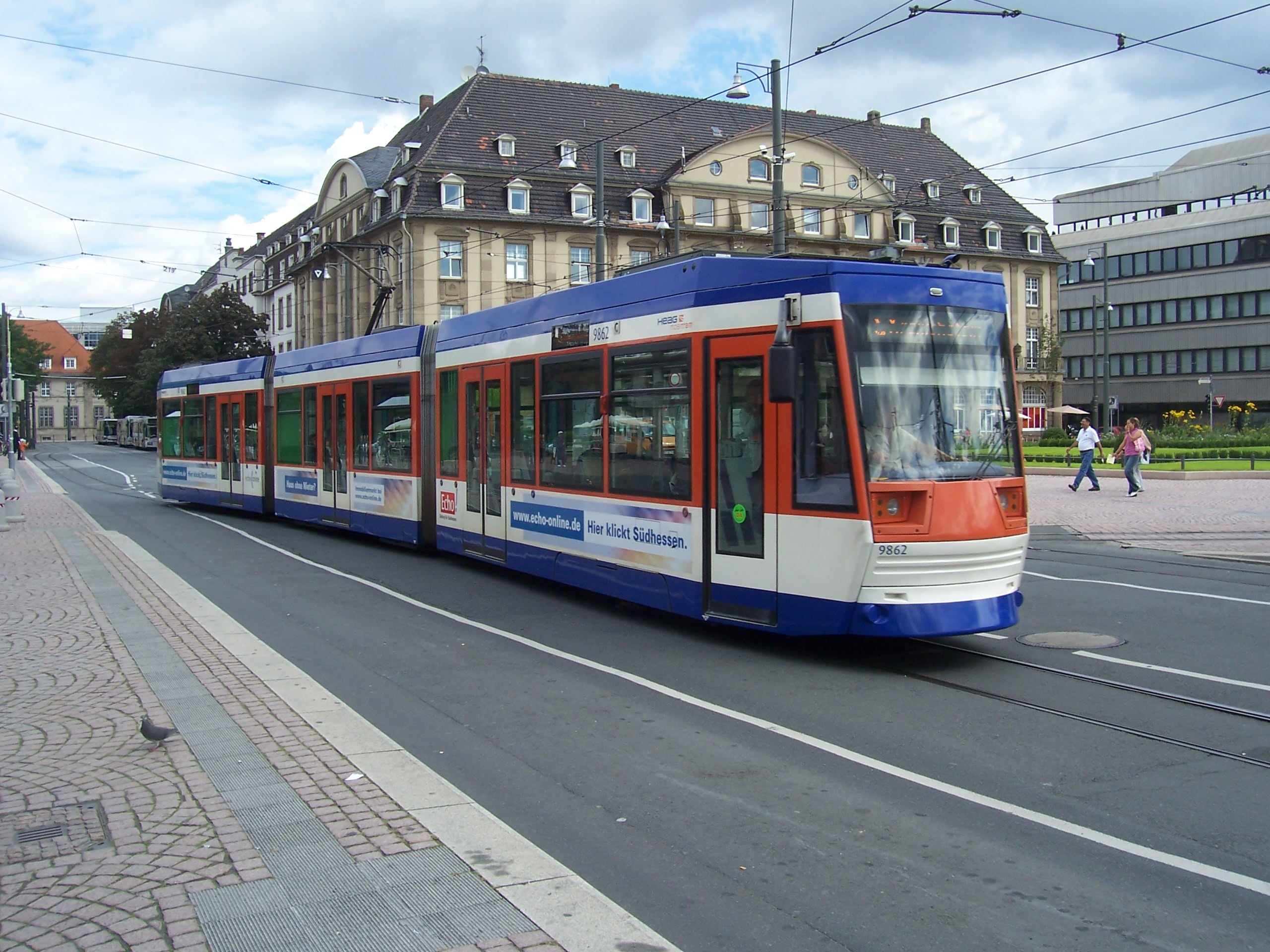
ダルムシュタット市電（ST13、2007年撮影）
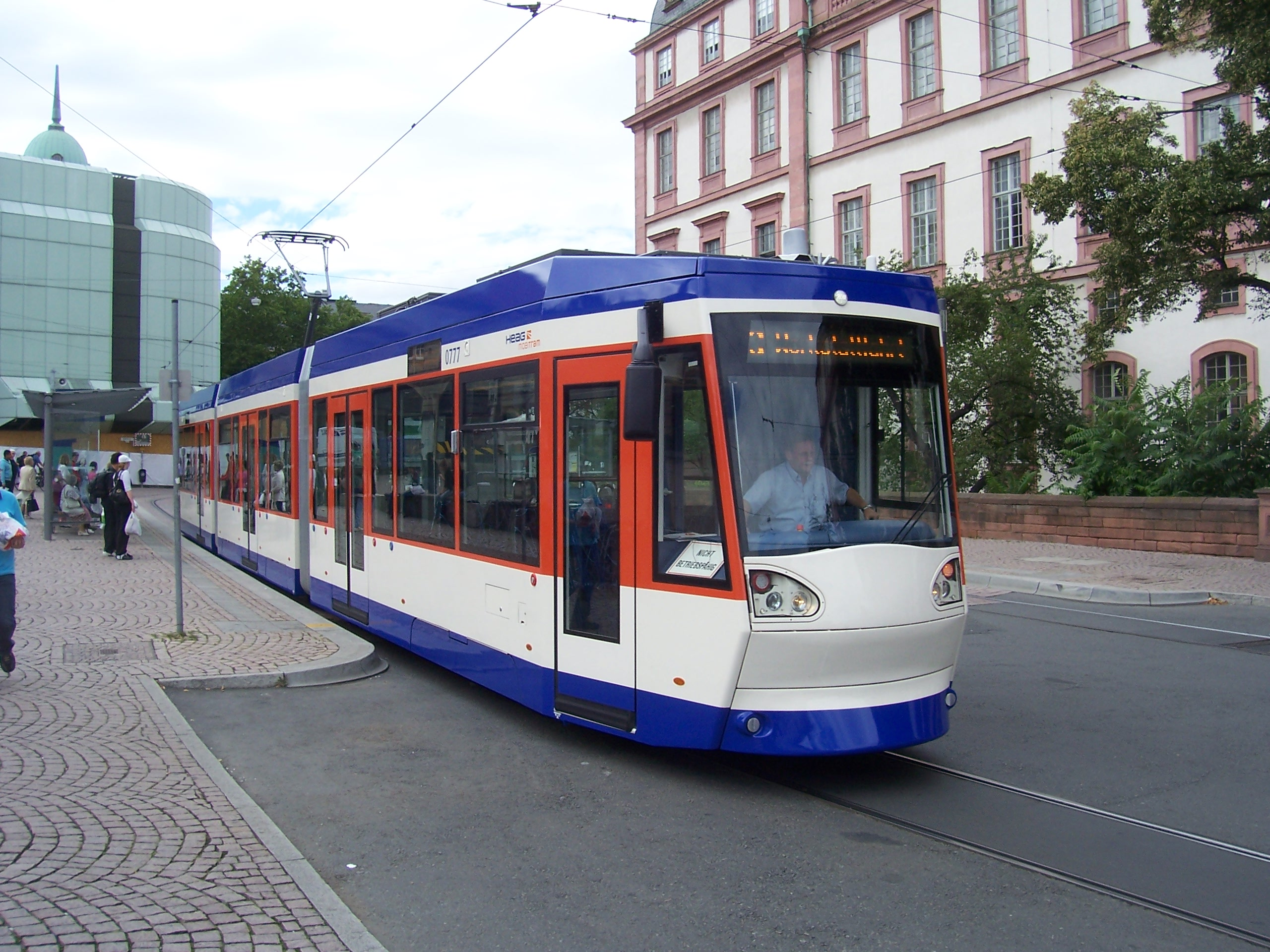
ダルムシュタット市電（ST14、2007年撮影）
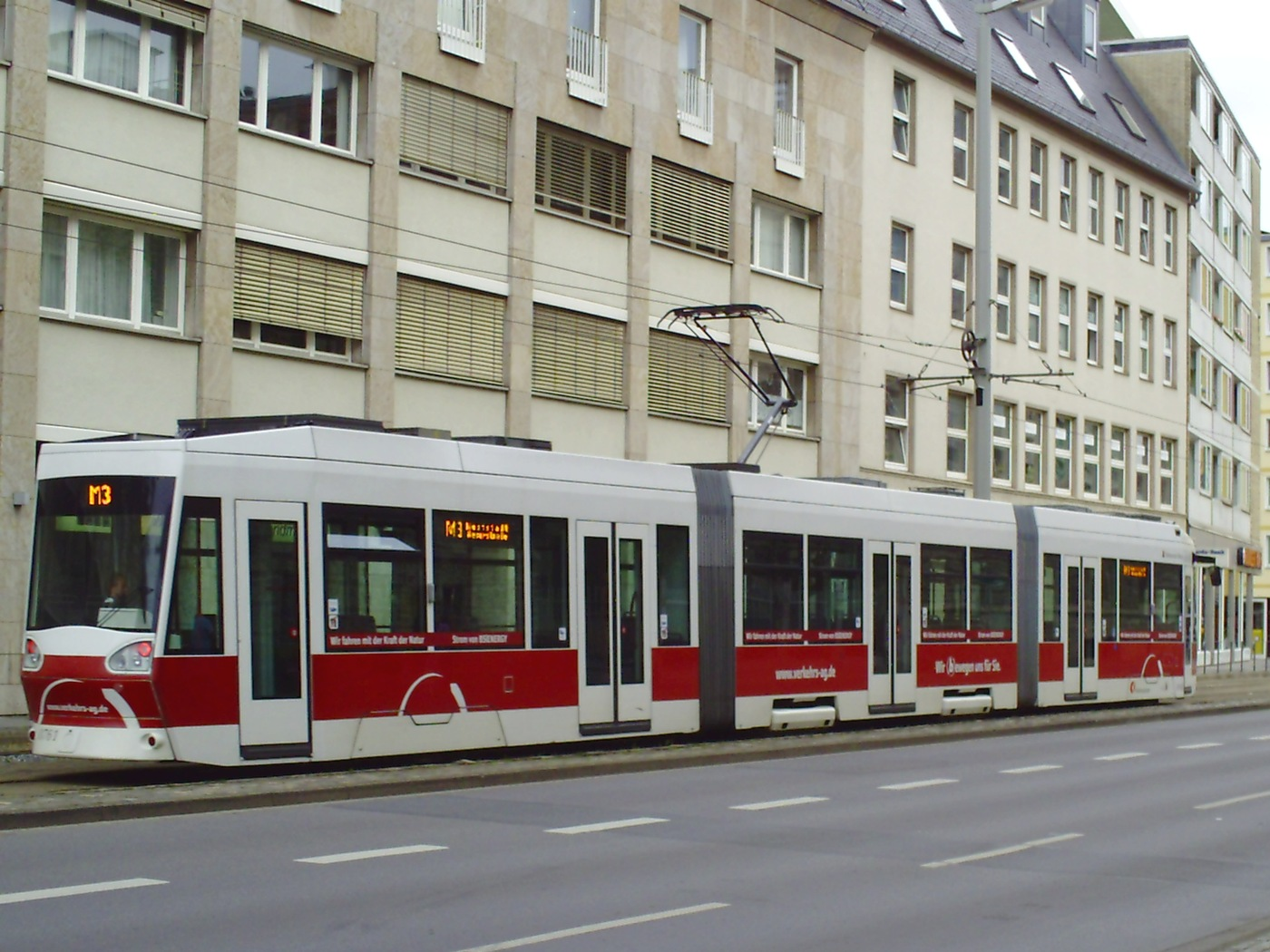
ブラウンシュヴァイク市電（2009年撮影）
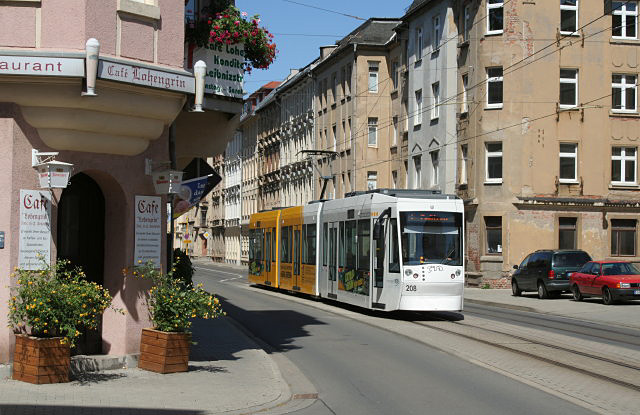
ゲーラ市電（2008年撮影）

## 同型車両

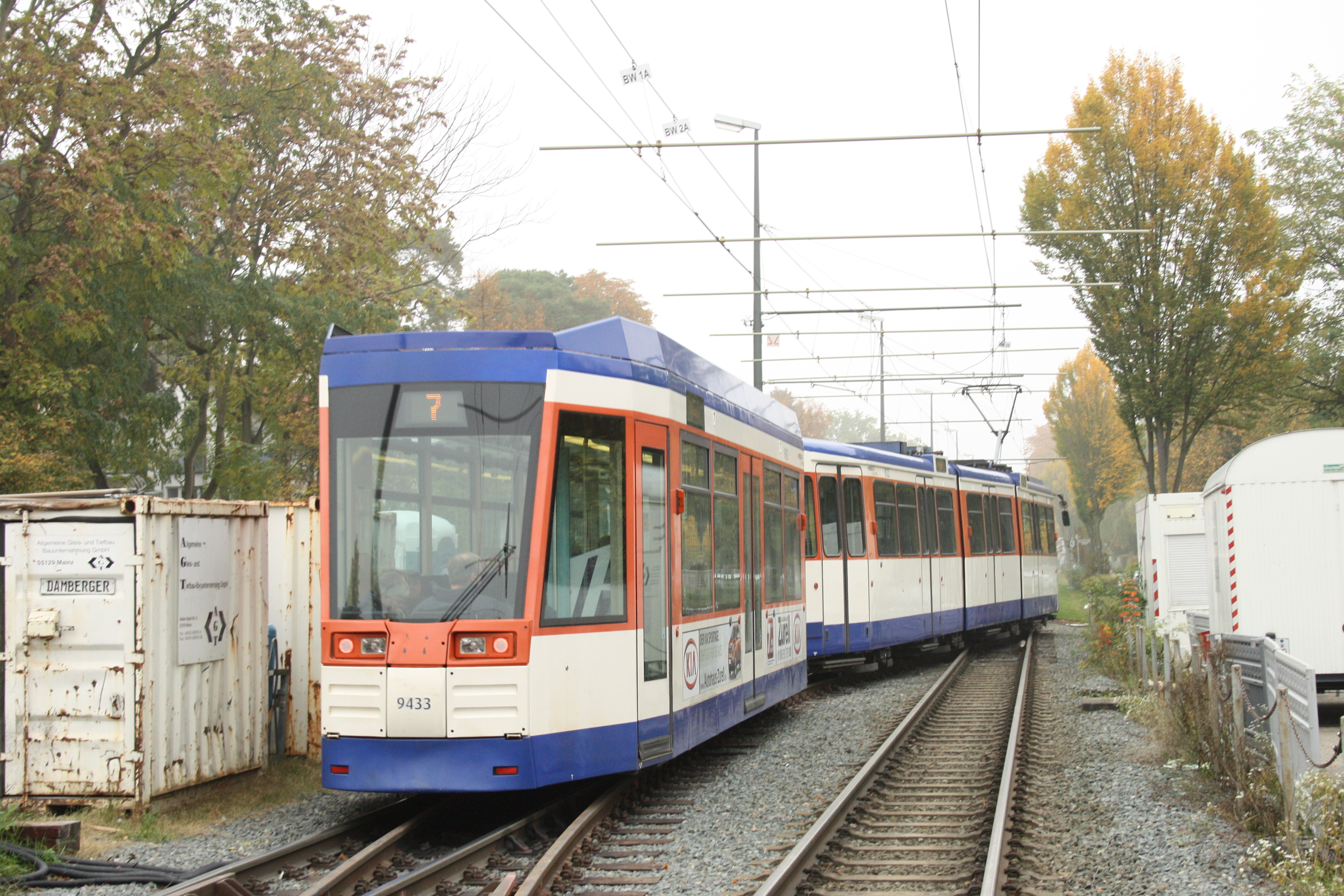
SB09形（2012年撮影）

1998年以降NGT8Dが使用されているダルムシュタット市電（ダルムシュタット）に向けては、その導入以前の1994年から1995年にかけて主電動機が設置されていない同型の付随車（ボギー車）であるSB09形がリンケ＝ホフマンによって30両製造されている。これは路面電車の迅速なバリアフリー化を目的としたもので、シャルフェンベルク式連結器によってNGT8D（ST13形、ST14形）や従来の高床式電車との連結運転を可能としている。主要諸元は以下の通り。

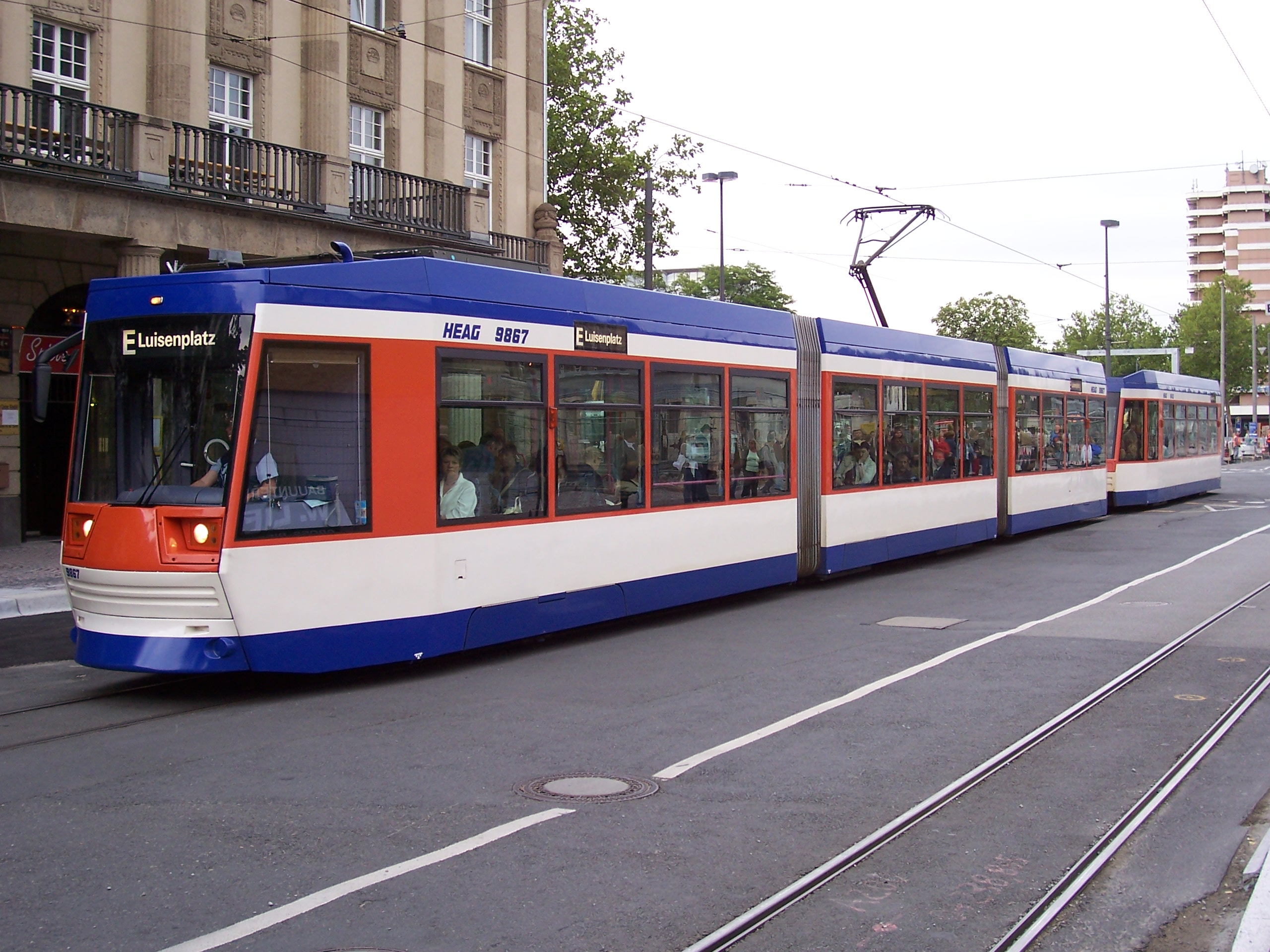
後方にSB09形を連結したST13形（2005年撮影）
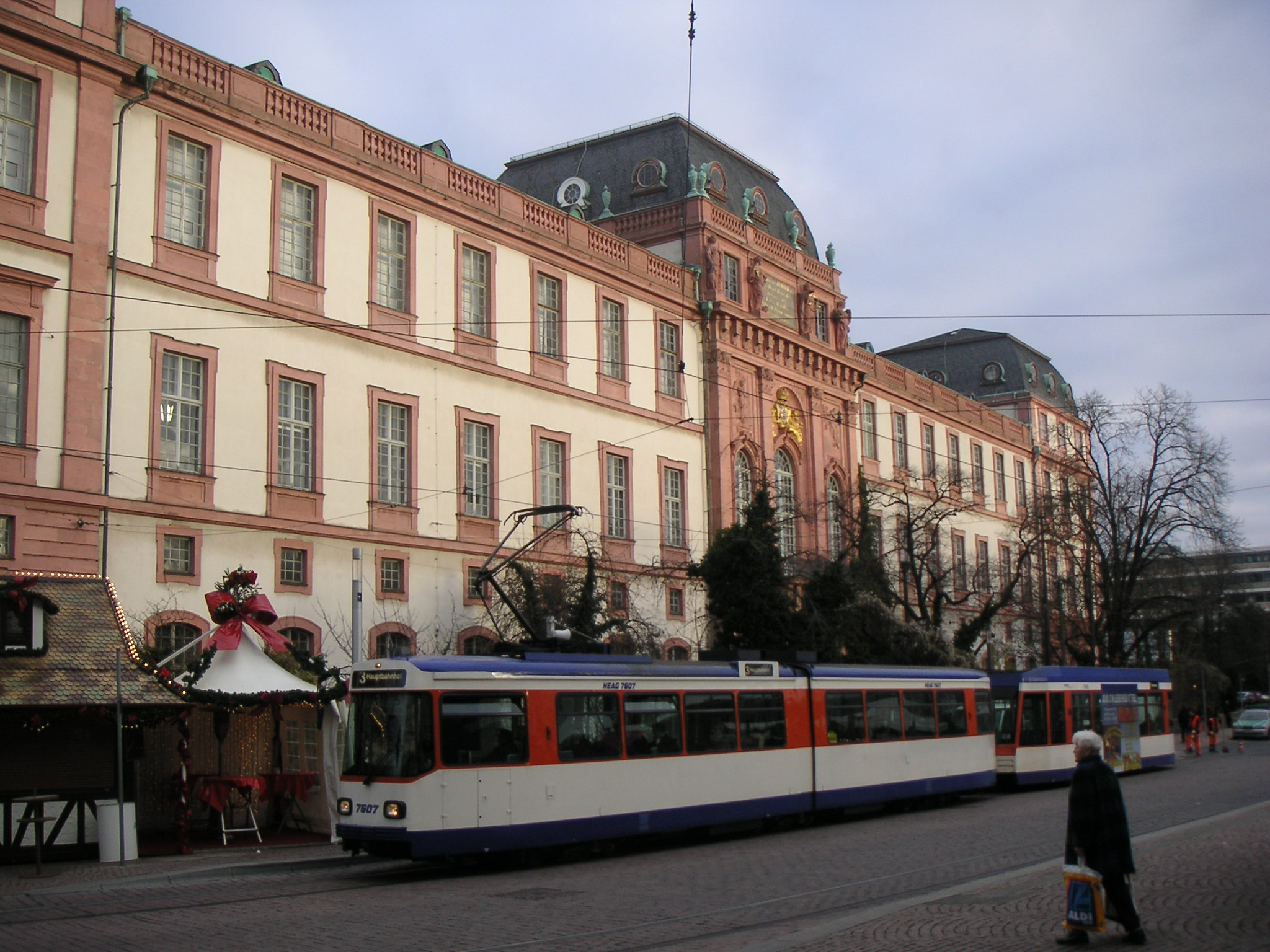
高床式車両との連結運転も可能である（2006年撮影）
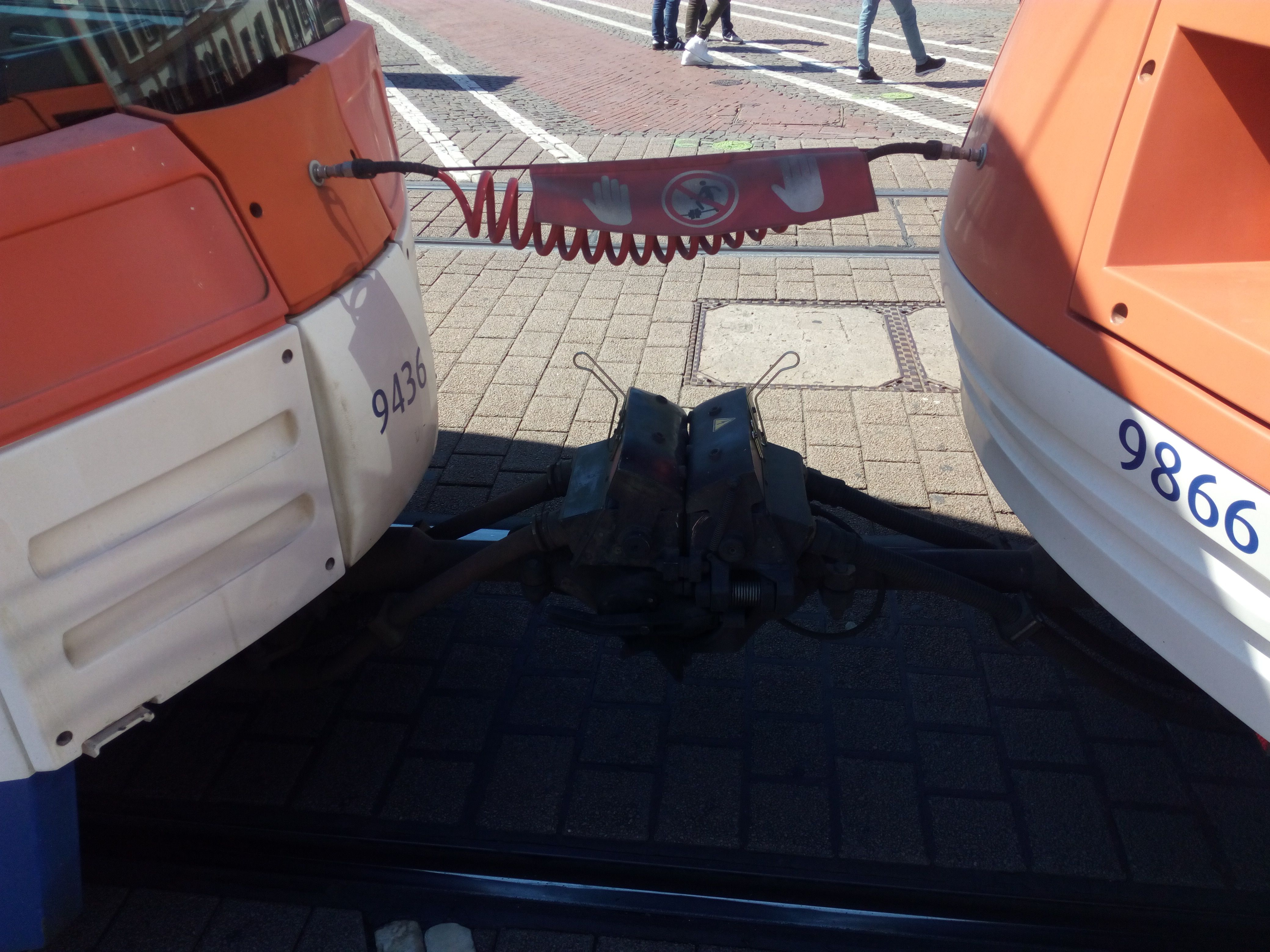
連結器で繋がれたSB09形（左）とST13形（右）（2017年撮影）

| 主要諸元 | 主要諸元    | 主要諸元 | 主要諸元 | 主要諸元 | 主要諸元 | 主要諸元 | 主要諸元 | 主要諸元 | 主要諸元 | 主要諸元      |
| 両数     | 車両番号    | 全長     | 全幅     | 全高     | 重量     | 着席定員 | 立席定員 | 低床率   | 軌間     | 備考・参考    |
| -------- | ----------- | -------- | -------- | -------- | -------- | -------- | -------- | -------- | -------- | ------------- |
| 30両     | 9425 - 9454 | 14,700mm | 2,400mm  | 3,400mm  | 12.8t    | 42人     | 48人     | 100%     | 1,000mm  | [ 17 ] [ 18 ] |